# Edward Kofler
Edward Kofler (Brzezany, 16 novembre 1911 – Zurigo, 22 aprile 2007) è stato un matematico polacco naturalizzato svizzero noto per i suoi contributi nello studio della logica sfumata e per aver elaborato la teoria dell'informazione parziale linearizzata (Linear Partial Information in lingua inglese).

## Biografia
Nato il 16 novembre 1911 a Brzezany, in Russia (oggi Ucraina) ha studiato matematica presso l'Università di Leopoli e presso l'Università Jagellonica di Cracovia come assistente di Hugo Steinhaus e di Stefan Banach con i quali ha studiato la teoria dei giochi. Dopo la laurea nel 1939 Kofler tornò presso la sua famiglia a Kolomyia (Kolomea, oggi in Ucraina), dove ha insegnato matematica in una scuola superiore polacca. Dopo l'attacco tedesco della città, il 1º luglio 1941 è riuscito a trasferirsi in Kazakistan insieme a sua moglie. Qui, a Alma-Ata, ha gestito una scuola con annesso orfanotrofio polacco e ha lavorato come insegnante di matematica. Dopo la fine della seconda guerra mondiale ha fatto ritorno in patria con la moglie e il figlio neonato. Dal 1959 ha accettato la posizione di ricercatore presso l'Università di Varsavia e la facoltà di economia. Nel 1962 ha consequito un dottorato con la tesi dal titolo “Decisioni economiche, l'applicazione di teoria dei giochi”. Nel 1962 è diventato docente e Professore associato presso la facoltà di scienze sociali e la stessa università, specializzata in econometria.
Nel 1969 è emigrato a Zurigo, in Svizzera, dove è stato assunto come Professore Straordinario presso “l'Istituto per la ricerca empirica in economia” presso l'Università di Zurigo e consulente scientifico presso lo “Fondazione Nazionale di scienza della Svizzera” (Schweizerischen Nationalfonds zur Förderung der wissenschaftlichen Forschung). A Zurigo nel 1970 Kofler sviluppato la sua teoria sull'informazione parziale linearizzata (LPI), che consente di quantificare le decisioni che saranno effettuati sulla base di logica diffusa o informazioni incomplete.
Kofler è stato Professore a contratto presso la Università di San Pietroburgo (ex Leningrado, Unione Sovietica), Università di Heidelberg (Germania), la Università McMaster di Hamilton (Ontario, Canada) e Università di Leeds (Inghilterra). Ha collaborato con molti ben noti specialisti in teoria dell'informazione, come ad esempio R. Oskar Lange, in Polonia, Nicolai Vorobiev in Unione Sovietica, Günter Menges, in Germania, e Heidi Schelbert e Peter Zweifel a Zurigo. È autore di molti libri e articoli. Morì il 22 aprile a Zurigo.